# Kunsthalle Vogelmann

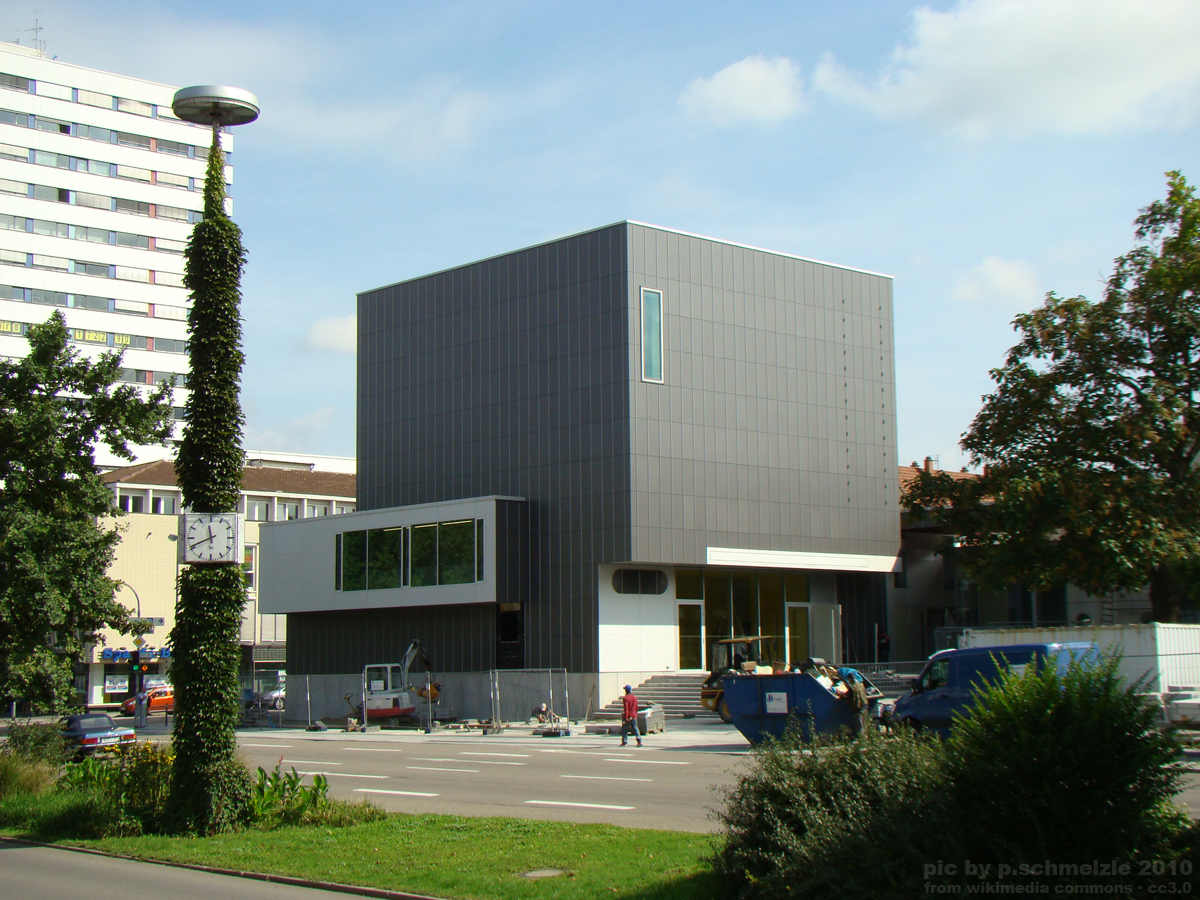
Kunsthalle Vogelmann in Heilbronn (2010)

Die Kunsthalle Vogelmann ist eine städtische Ausstellungshalle in Heilbronn. Die Kunsthalle an der Allee wurde 2009/2010 als Erweiterung des städtischen Konzert- und Kongresszentrums Harmonie erbaut.

## Geschichte
Die Kunsthalle entstand in den Jahren 2009 bis 2010 nach Plänen der Zürcher Architekten Mohl und Rodriguez, die bereits 1999 bis 2001 die Modernisierung des alten Baubestandes der Harmonie geplant hatten. Die dreigeschossige Kunsthalle wurde nördlich an den Gebäudekomplex angebaut. Die Baukosten beliefen sich auf rund 5,6 Mio. Euro. Ihren Namen erhielt die Kunsthalle nach der Ernst Franz Vogelmann-Stiftung, die sich mit einer Spende in Höhe von 1 Mio. Euro an den Baukosten beteiligt hat. Das Land Baden-Württemberg gab einen Sanierungszuschuss in Höhe von 1,75 Mio. Euro, der städtische Kostenanteil betrug rund 2,9 Mio. Euro.
Die Kunsthalle wird vom Heilbronner Kunstverein und den Städtischen Museen Heilbronn betrieben und verfügt über insgesamt rund 800 Quadratmeter Ausstellungsfläche. Im Erdgeschoss befinden sich 480 Quadratmeter Ausstellungsfläche, in einem Zwischengeschoss alle Büros und in zwei darüber befindlichen Geschossen nochmals rund 330 Quadratmeter Ausstellungsfläche.
Eröffnet wurde die Kunsthalle am 2. Oktober 2010 mit der Ausstellung „Beuys für alle! Auflagenobjekte und Multiples“, in der rund achtzig Multiples von Joseph Beuys aus der Sammlung der Ernst Franz Vogelmann-Stiftung gezeigt wurden, die diese im Jahr 2007 als Dauerleihgabe für die Stadt Heilbronn erworben hat.
Die Vergabe des Ernst-Franz-Vogelmann-Preises für zeitgenössische Skulptur alle drei Jahre – gemeinsam durch die Ernst-Franz-Vogelmann-Stiftung und die Städtischen Museen Heilbronn – ist jeweils mit einer Einzelausstellung in der Kunsthalle Vogelmann im Folgejahr verbunden.

## Ausstellungen
- Beuys für alle! – Auflagenobjekte und Multiples, 2. Oktober 2010 – 23. Januar 2011
- Zwischen Ideal und Moral – 150 Jahre Körperbilder aus der Sammlung Fotografie des Münchner Stadtmuseums, 12. Februar – 1. Mai 2011
- 50 Meisterwerke – Das Kunstmuseum Bochum zu Gast in Heilbronn, 14. Mai – 21. August 2011
- Franz Erhard Walther – Die Bilder sind im Kopf, 11. September – 20. November 2011
- Heinrich Friedrich Füger (1751–1818) – Zwischen Genie und Akademie, 3. Dezember 2011 – 11. März 2012
- Aufbruch Realismus – Die neue Wirklichkeit im Bild nach ’68, 31. März – 1. Juli 2012
- Otto Mueller (1874–1930) – Wegbereiter und Mitglied der „Künstlergruppe Brücke“, 21. Juli – 28. Oktober 2012
- Gnadenlos – Künstlerinnen und das Komische, 17. November 2012 – 24. Februar 2013
- Olaf Metzel – Aus der Kurve. Arbeiten von 1988–2013, 16. März – 23. Juni 2013
- Keep it simple – Andreas Feininger, 13. Juli – 6. Oktober 2013
- Macht. Wahn. Vision. – Der Turm und urbane Giganten in der Skulptur, 26. Oktober 2013 – 23. Februar 2014
- Theodor Heuss und die Kunst, 15. März – 29. Juni 2014
- Thomas Schütte, 12. Juli – 12. Oktober 2014
- Hermann Hesse – Mit Feder und Farbe, 18. Oktober 2014 – 25. Januar 2015
- Christiane Möbus – rette sich wer kann, 14. Februar – 7. Juni 2015
- Richard Deacon –  Ernst-Franz-Vogelmann-Preis für zeitgenössische Skulptur 2017, 29. Oktober 2017 – 25. Februar 2018
- Emil Nolde. Farbenzauber – Eine Retrospektive auf Papier, 17. März – 17. Juni 2018
- Bildhauerinnen. Von Kollwitz bis Genzken, 11. November 2018 – 7. April 2019
- Gregor Schneider 2023, 15. Juli – 29. Oktober 2023
- Elfriede Lohse-Wächtler –  „Ich als Irrwisch“ 2025, 28. Juni – 2. November 2025